# D48 (Tsjechië)
De Dálnice 48 of (D48) is een autosnelweg in Tsjechië die loopt van Bělotín via Frýdek-Místek naar de grens met Polen. De autosnelweg bestaat voorlopig uit drie verschillende delen (in totaal 51 km); de geplande lengte is 70 kilometer. De snelweg was vroeger genummerd als expresweg R48. Op 19 december 2024 opende 8 kilometer tussen Palačov en Nový Jičín.
D 0 ·
D 1 ·
D 2 ·
D 3 ·
D 4 ·
D 5 ·
D 6 ·
D 7 ·
D 8 ·
D 10 ·
D 11 ·
D 35 ·
D 43 ·
D 46 ·
D 48 ·
D 49 ·
D 52 ·
D 55 ·
D 56